# Iván Grey
Iván Grey fue un actor de cine, teatro, radio y televisión argentino.

## Carrera
Con grandes dotes para el humor y la comidicidad, Grey comenzó su carrera en la radio tras integrar el elenco estable del programa humorístico La revista dislocada de Délfor Dicasolo, por Radio Splendid y donde compartió trabajos con grandes como Jorge Porcel, Carlos Balá, Nelly Beltrán, Anita Almada, Raúl Rossi, Héctor Pasquali, Alberto Locati, Mario Sapag, Mario Sánchez y Estela Vidal, entre otros.
En cine se lució en varias películas, debutando en 1949 con Imitaciones peligrosas bajo la dirección de Julio C. Rossi y los protagónicos de Tito Martínez del Box, Carlos Castro "Castrito" y Chela Cordero. Trabajó de la mano de importantes directores de la escena nacional como Enrique Carreras, Fernando Siro, Enrique Dawi y Héctor Olivera. Se despidió en 1986 con La Película del Rey, dirigida por Carlos Sorín, con Ulises Dumont y Julio Chávez.
En 1972 trabajó como actor de doblaje en la película Mil intentos y un invento de Manuel García Ferré.
En televisión integró el famoso programa humorístico Telecómicos de Aldo Cammarota junto con Héctor Rivera, Nelson Prenat, Dorita Acosta, Juan Carlos Calabró, Tristán, Mariel Comber, Cuchuflito, Horacio Bruno, Mario Sapag, Atilio Pozzobón, Luisina Brando, Korneta y Julián Carranza.

## Filmografía
- 1986: La película del rey
- 1985: La muerte blanca
- 1984: Reina salvaje
- 1983: Un loco en acción
- 1981: El templo de los cuervos
- 1981: De la misteriosa Buenos Aires, episodio "La pulsera de cascabeles".
- 1976: Seis pasajes al Infierno
- 1971: Aquellos años locos
- 1949: Imitaciones peligrosas

## Radio
- La revista dislocada
- La Gran Cruzada del Buen Humor, dirigida por Tito Martínez del Box, por Radio Belgrano.
- El Relámpago

## Televisión
- 1982: Teatro del humor.
- 1970-1973: Telecómicos.
- 1969: El Botón.
- 1963/1974: Operación Ja-Já.[3]

## Teatro
- 1978: Había una vez una aldea.[4]